# Chadron (Nebraska)
Chadron è una città degli Stati Uniti d'America, situata in Nebraska, nella contea di Dawes, della quale è anche capoluogo.